# Сербія на зимових Олімпійських іграх 2018
Сербія на зимових Олімпійських іграх 2018, що проходили з 9 по 25 лютого 2018 у Пхьончхані (Південна Корея), була представлена 4 спортсменами (3 чоловіками та 1 жінкою) в 2 видах спорту — гірськолижний спорт та лижні перегони. Прапороносцем на церемонії відкриття була гірськолижниця Невена Ігнятович. Сербські спортсмени не завоювали жодних медалей.

## Спортсмени
| Вид спорту          | Чоловіки | Жінки | Всього |
| ------------------- | -------- | ----- | ------ |
| Гірськолижний спорт | 2        | 1     | 3      |
| Лижні перегони      | 1        | 0     | 1      |
| Усього              | 3        | 1     | 4      |

## Гірськолижний спорт
| Спортсмен        | Дисципліна                   | 1-й спуск    | 1-й спуск    | 2-й спуск       | 2-й спуск       | Сума            | Сума            |
| Спортсмен        | Дисципліна                   | Час          | Місце        | Час             | Місце           | Час             | Місце           |
| ---------------- | ---------------------------- | ------------ | ------------ | --------------- | --------------- | --------------- | --------------- |
| Марко Стевович   | комбінація, чоловіки         | 1:24.47      | 59           | дискваліфікація | дискваліфікація | дискваліфікація | дискваліфікація |
| Марко Стевович   | швидкісний спуск, чоловіки   | Н/Д          | Н/Д          | Н/Д             | Н/Д             | 1:49.50         | 51              |
| Марко Стевович   | гігантський слалом, чоловіки | 1:17.42      | 57           | 1:15.79         | 42              | 2:33.21         | 45              |
| Марко Стевович   | слалом, чоловіки             | не фінішував | не фінішував | не фінішував    | не фінішував    | не фінішував    | не фінішував    |
| Марко Стевович   | супергігант, чоловіки        | Н/Д          | Н/Д          | Н/Д             | Н/Д             | 1:31.70         | 46              |
| Марко Вукичевич  | комбінація, чоловіки         | 1:21.31      | 24           | 50.43           | 27              | 2:11.74         | 25              |
| Марко Вукичевич  | швидкісний спуск, чоловіки   | Н/Д          | Н/Д          | Н/Д             | Н/Д             | 1:45.36         | 41              |
| Марко Вукичевич  | гігантський слалом, чоловіки | 1:14.64      | 46           | 1:16.71         | 48              | 2:31.35         | 41              |
| Марко Вукичевич  | слалом, чоловіки             | не фінішував | не фінішував | не фінішував    | не фінішував    | не фінішував    | не фінішував    |
| Марко Вукичевич  | супергігант, чоловіки        | Н/Д          | Н/Д          | Н/Д             | Н/Д             | не фінішував    | не фінішував    |
| Невена Ігнятович | комбінація, жінки            | 1:42.88      | 16           | 42.23           | 10              | 2:25.11         | 14              |
| Невена Ігнятович | гігантський слалом, жінки    | 1:14.41      | 27           | 1:10.99         | 25              | 2:25.40         | 26              |
| Невена Ігнятович | слалом, жінки                | 52.10        | 27           | 51.38           | 26              | 1:43.48         | 26              |

## Лижні перегони
| Спортсмен    | Дисципліна                      | Фінал   | Фінал       | Фінал |
| Спортсмен    | Дисципліна                      | Час     | Відставання | Місце |
| ------------ | ------------------------------- | ------- | ----------- | ----- |
| Дамір Растич | 15 км вільним стилем (чоловіки) | 37:47.5 | +4:03.6     | 68    |

Спринт
| Спортсмен    | Дисципліна        | Кваліфікація | Кваліфікація | Чвертьфінал | Чвертьфінал | Півфінал   | Півфінал   | Фінал      | Фінал      |
| Спортсмен    | Дисципліна        | Час          | Місце        | Час         | Місце       | Час        | Місце      | Час        | Місце      |
| ------------ | ----------------- | ------------ | ------------ | ----------- | ----------- | ---------- | ---------- | ---------- | ---------- |
| Дамір Растич | спринт (чоловіки) | 3:50.65      | 75           | не пройшов  | не пройшов  | не пройшов | не пройшов | не пройшов | не пройшов |